# Autobianchi A111
Der Autobianchi A111 ist ein von 1969 bis 1972 hergestelltes Frontantriebsmodell des italienischen Automobilherstellers Autobianchi SpA, der seit seiner Gründung im Jahre 1955 teilweise und ab 1967 vollständig zum Fiat-Konzern gehörte.

## Modellgeschichte
Mitte der 1960er Jahre wurde unter Dante Giacosas Leitung ein Nachfolger für den Fiat 1300/1500 entwickelt, dabei wurden verschiedene Konzepte verfolgt, eines davon war das „Projekt 123“, eine viertürige Stufenhecklimousine mit Quermotor und Frontantrieb auf Basis des Primula. Das Fahrzeug war im Stile der „Neuen Sachlichkeit“ gestaltet. Fiat entschied sich aber für ein konservativer konstruiertes Auto, den Fiat 124, der 1966 der Öffentlichkeit präsentiert wurde und sich recht gut verkaufte.
Projekt 123 wurde bis zur Serienreife gebracht und im Juni 1969 als Autobianchi 111 vorgestellt. Er reihte sich über dem Primula, der seitdem nur noch zwei-, drei- und fünftürig erhältlich war, in die Modellpalette ein. Der Wagen war mit dem 51 kW (70 PS, 75 nach SAE-Norm) bei 5500/min leistenden Reihenvierzylinder mit seitlicher Nockenwelle und 1438 cm³ Hubraum versehen, der auch im Primula Coupé S verwendet worden war. Im A111 wurde er allerdings um 20 Grad geneigt eingebaut. Die Kupplung wird hydraulisch betätigt, das vollsynchronisierte Getriebe hat vier Gänge. Mit diesem Motor erreichte der Wagen eine Spitzengeschwindigkeit von 155 km/h. Das Fahrwerk entsprach weitgehend dem des Primula, die Zahnstangenlenkung entsprach jener des Fiat 128.
Ende der 1960er Jahre gewann das Thema passive Sicherheit im Fahrzeugbau an Bedeutung: Die Lage der Zahnstangenlenkung, die Türschlösser, die Lage des Benzintanks sowie die Verankerung der Vordersitze wurden nach den jüngsten Erkenntnissen zum Insassenschutz entworfen. Außerdem waren an allen vier Rädern Scheibenbremsen eingebaut.
Die Limousine war serienmäßig umfangreich ausgestattet und wurde relativ teuer angeboten (1970: 1.070.000 Lire) . Wie die anderen Autobianchi-Modelle wurde der A111 in vielen Exportländern durch Citroën vertrieben; der französische Autobauer hatte mit Fiat einen Vertrag darüber abgeschlossen.
1972 endete die Produktion des  A111 nach knapp 57.000 produzierten Einheiten.

## Technische Daten
| Motor:                                      | 4-Zylinder-Reihenmotor (Viertakt)                                  |         |         |         |
| Hubraum:                                    | 1438 cm³                                                           |         |         |         |
| Bohrung × Hub:                              | 80 × 71,5 mm                                                       |         |         |         |
| Leistung bei 1/min:                         | 51,5 kW (75 PS) bei 5500                                           |         |         |         |
| Max. Drehmoment bei 1/min:                  | 114 Nm bei 3000                                                    |         |         |         |
| Verdichtung:                                | 9,3:1                                                              |         |         |         |
| Gemischaufbereitung:                        | 1 Fallstrom-Doppelvergaser Weber 32 DFB                            |         |         |         |
| Ventilsteuerung:;                           | OHV, Kette                                                         |         |         |         |
| Kühlung:                                    | Wasserkühlung                                                      |         |         |         |
| Getriebe:                                   | 4-Gang-Getriebe, Mittelschaltung, Frontantrieb                     |         |         |         |
| Radaufhängung vorn:                         | Dreieckslenker unten, Querblattfeder oben                          |         |         |         |
| Radaufhängung hinten:                       | Starrachse, halbelliptische Blattfedern                            |         |         |         |
| Bremsen:                                    | Scheibenbremsen rundum (Durchmesser 22,7 cm), Bremskraftverstärker |         |         |         |
| Lenkung:                                    | Zahnstangenlenkung                                                 |         |         |         |
| Karosserie:                                 | Stahlblech, selbsttragend                                          |         |         |         |
| Spurweite vorn/hinten:                      | 1360/1300 mm                                                       |         |         |         |
| Radstand:                                   | 2360 mm                                                            | 2360 mm | 2360 mm | 2360 mm |
| Abmessungen:                                | 4020 × 1610 × 1345 mm                                              |         |         |         |
| Leergewicht:                                | 930 kg                                                             |         |         |         |
| Höchstgeschwindigkeit:                      | 155 km/h                                                           |         |         |         |
| 0–100 km/h:                                 | nicht angegeben                                                    |         |         |         |
| Verbrauch (Liter/100 Kilometer, CUNA-Norm): | 8,5 S                                                              |         |         |         |
| Preis 1971 (DM): (SFr)                      | 7.953 10.450                                                       |         |         |         |